# Pseudocalliope flaviceps
Pseudocalliope flaviceps är en tvåvingeart som först beskrevs av Friedrich Hermann Loew 1866.  Pseudocalliope flaviceps ingår i släktet Pseudocalliope och familjen lövflugor. Inga underarter finns listade i Catalogue of Life.